# 19263 Лафатер
19263 Лафатер (19263 Lavater) — астероїд головного поясу, відкритий 21 липня 1995 року.
Тіссеранів параметр щодо Юпітера — 3,343.